# Fusobacterium nucleatum
Espèce
Fusobacterium nucleatum est une espèce de bactéries de la famille des Fusobacteriaceae et du genre Fusobacterium. Elle est anaérobie invasive, adhérente et inflammatoire. Très présente dans la plaque dentaire, elle a été retrouvée dans le microbiote intestinal ainsi que dans le microbiote de tumeurs colorectales. Connaissant le lien entre certains agents infectieux et le risque de développer un cancer, des chercheurs nord-américains ont montré la présence de Fusobacterium nucleatum dans des tissus adénomateux précancéreux mais aussi dans des résidus adénomateux de tumeurs cancéreuses, laissant suspecter son rôle dans la tumorigenèse des cancers colorectaux.

## Fusobacterium
Le Fusobacterium est une bactérie vivant en anaérobie. Ces bactéries appartiennent à la flore normale des muqueuses humaines ou animales. Les réservoirs principaux de ces bactéries sont la bouche, le tube digestif, la peau et les voies génitales féminines. Les bactéries anaérobies sont des micro-organismes qui nécessitent pour leur croissance une faible pression en oxygène et qui ne peuvent croître à la surface d’un milieu solide dans une atmosphère contenant 10 % de CO2.
Dans le côlon, la quantité de bactéries anaérobies augmente, comme l’ensemble des bactéries, de façon significative. Il y a 1011 à 1012 germes par gramme de selles dans le côlon. L’infection par ces bactéries peut toucher n’importe quel point du corps dès l’instant où la barrière muqueuse ou la peau sont lésées par un acte chirurgical, un traumatisme, une tumeur, une ischémie ou une nécrose qui réduisent le potentiel local d’oxydoréduction des tissus. Les sites qui sont colonisés par les bactéries anaérobies contiennent de nombreuses espèces de bactéries, et la rupture d’une barrière anatomique permet la pénétration de nombreux micro-organismes, responsables d’infections mixtes.

### Fusobacterium nucleatum
Fusobacterium nucleatum est une bactérie anaérobique invasive, adhérente et inflammatoire. Cette bactérie est particulièrement présente dans la plaque dentaire et serait associée aux parodontites qui peuvent causer la perte des dents ou des structures de soutien, ex. : les gencives. Elle a également été trouvée comme étant une des causes d’abcès cérébraux et de péricardite. C’est aussi une des espèces fusobactériennes tenue responsable du syndrome de Lemierre, une forme rare de thrombophlébite (inflammation d’une veine due à un caillot sanguin)[réf. nécessaire]. Plus récemment les Fusobactéries et particulièrement Fusobacterium nucleatum ont été impliquées dans des cas d’appendicites aigües. De surcroît, une analyse a été effectuée par des chercheurs nord-américains sur des échantillons de tissus colorectaux touchés par une tumeur et présentant une abondance de Fusobacterium nucleatum. Publiée le 18 octobre 2011, cette recherche permet de fournir une hypothèse concernant la cause de cancer du côlon.

## Cancer colorectal
Le cancer colorectal (CRC) est la 4e cause de mort par cancer dans le monde. Selon la World Health Organization 2011, il serait responsable de 610 007 morts par an dans le monde entier. Quelques agents infectieux ont été explicitement reliés au cancer, comme le papillomavirus humain dans le cancer du col de l’utérus, les virus de l'hépatite B et C dans le cancer primitif du foie, l’Helicobacter pylori dans le cancer gastrique. À eux seuls, ils sont responsables, selon une estimation, de 15 % des cas de cancer.
Ainsi, comme des bactéries peuvent être la cause de cancers, il se pourrait que ce soit également le cas pour le cancer du côlon. Une étude Israélienne a effet, explicité en janvier 2015, un processus qui expliquerait l'inhibition des cellules immunitaires. L’origine du cancer colorectal reste indéterminée mais l’inflammation est un facteur de risque bien reconnu. C’est pourquoi, sur base du lien entre l'inflammation d’Helicobacter pylori et le cancer gastrique, des chercheurs se sont demandé si l’inflammation provoquée par des micro-organismes n’était pas associée avec d’autres cancers gastro-intestinaux. Ils ont donc commencé leur travail en effectuant une analyse métagénomique du cancer colorectal.
La métagénomique est ce qui vient après la génomique (étude des séquences d’ADN et des propriétés globales du génome). Son but est d’étudier le contenu génétique trouvé dans un environnement complexe comme l’intestin.

## Observation
Afin de réaliser leur analyse, ils ont isolé, par mécanisme de congélation, de l’ARN provenant de onze prélèvements de cancer colorectal associés à onze prélèvements de tissu non cancéreux. L’analyse génomique a révélé que des séquences de Fusobacterium nucleatum étaient présentes dans des échantillons présentant une tumeur, à un niveau au moins deux fois supérieur à ceux rencontrés dans les échantillons normaux de neuf des onze sujets. La moyenne de sur-expression était de 79 fois.
Quant à l’observation effectuée sur les échantillons de tissus colorectaux touchés par une tumeur et présentant une abondance de Fusobacterium nucleatum, le résultat était tout simplement inattendu étant donné que cette bactérie est un agent pathogène oral et non un constituent de la flore microbienne des intestins. Pourtant, il est prouvé que les infections fusobactériennes sont répandues dans le cancer colorectal. Mais, il faut encore déterminer s'il y a une quelconque implication des fusobactéries dans la tumorigenèse ou pour le dire plus simplement, dans la constitution d’une tumeur.

## Résultats
La présence de cette bactérie peut simplement représenter une infection opportuniste au niveau d’un site immunocompromis mais la possibilité d’un rôle dans l’étiologie d’une tumeur, peut-être par ses mécanismes proinflammatoires, mérite d’être approfondie. L’analyse des cancers colorectaux à partir d’échantillons en association avec des maladies inflammatoires chroniques de l’intestin devrait être intéressante. De plus, comme le cancer colorectal se développe typiquement à partir de polypes adénomateux bénins, il pourrait être intéressant de dépister les lésions à un stade précoce pour détecter la présence de cette bactérie. Dans cette étude, les plus grandes concentrations de Fusobacterium nucleatum ont été retrouvées dans les prélèvements de tissus cancéreux dans lesquels il persistait du tissu adénomateux. Cela supporte le fait qu’une étude compréhensive des stades précoces du cancer pourrait déterminer si l’infection par Fusobacterium nucleatum est en relation avec l’origine de la croissance tumorale. Si oui, elle pourrait être la cible d’une vaccination spécifique ou d’une antibiothérapie.
Finalement, si le lien étiologique fait défaut ou n’est pas retrouvé, l’association hautement significative de la Fusobacterium nucleatum avec le cancer colorectal peut toujours être d’une utilité clinique. Par exemple, il pourrait être possible d’exploiter cette association en vue d’un dépistage, bien que la flore bactérienne des sujets cancéreux et sains n’a pas encore été analysée et comparée. Ce lien spéculatif souligne cependant le regain d’intérêt dans l’utilité d’une thérapie bactérienne du cancer.

## Systématique
L'espèce est décrite en premier par le médecin et bactériologiste allemand Maximilian Knorr (d) (1895-1985), qui, en 1922, la classe dans le genre Fusobacterium sous le nom binominal Fusobacterium nucleatum.

### Liste des taxons de rang inférieur
Selon la LPSN (10 avril 2025), cette espèce ne comporte que deux sous-espèces au nom correct et validement publié :
- Fusobacterium nucleatum subsp. nucleatum (Knorr 1922) Dzink et al. 1990
- Fusobacterium nucleatum subsp. polymorphum (ex Knorr 1922) Dzink et al. 1990

Trois autres sous-espèces sont en fait des synonymes d'autres espèces de Fusobacterium :
- F. nucleatum subsp. animalis Gharbia & Shah 1992, dont le nom correct est Fusobacterium animalis (Gharbia & Shah 1992) Kook et al. 2022
- F. nucleatum subsp. fusiforme (ex Veillon & Zuber 1898) Gharbia & Shah 1992, dont le nom correct est Fusobacterium vincentii (Dzink et al. 1990 ex Knorr 1922) Kook et al. 2022.
- F. nucleatum subsp. vincentii (ex Knorr 1922) Dzink et al. 1990, lui aussi synonyme de F. vincentii

### Synonymes
Selon l'IRMNG (8 juillet 2021), Fusobacterium nucleatum a pour synonymes :
- Bacillus fusiformis Veillon & Zuber, 1898
- Corynebacterium fusiforme (Veillon & Zuber, 1898) Lehmann & Neumann, 1907
- Fusiformis fusiformis (Veillon & Zuber, 1898) Topley & Wilson, 1936
- Fusiformis nucleatus (Knorr, 1922) Bergey et al., 1930
- Fusobacterium plauti-vincentii Knorr, 1922
- Fusobacterium polymorphum Knorr, 1922
- Sphaerophorus fusiformis (Veillon & Zuber, 1898) Sebald, 1962